# Convolvulus fruticosus
Convolvulus fruticosus là một loài thực vật có hoa trong họ Bìm bìm. Loài này được Pall. mô tả khoa học đầu tiên năm 1773.